# Josep Feliu i Codina
Josep Feliu i Codina (Barcelona, 11 de juny de 1845 - Madrid 2 de maig de 1897) fou un jurista, periodista, autor dramàtic i llibretista de sarsueles. Fundà les revistes La Pubilla (1867), Lo Nunci (1877) i La Jornada a Barcelona, i a Madrid dirigí La Iberia. Éra germà d'Antoni Feliu i Codina. El 1886 es va mudar a Madrid, continuà el periodisme però es dedicà al teatre realista en castellà inspirat per la vida popular de la península Ibèrica. Va viatjar per Castella, Aragó, Extremadura i Galícia per cercar temes i personatges.

## Context
Cap a finals dels anys seixanta del segle xix sorgí una nova generació d'autors que serien decisius per a l'evolució del teatre català. El seu membre més destacat era Serafí Pitarra, que cultivava tant el drama com la comèdia de costums i fou autor, entre d'altres, de l'obra El ferrer de tall (1874). Altres escriptors de la generació foren Eduard Vidal i Valenciano, Joaquim Riera i Bertran, Conrad Roure, Valentí Almirall o Josep Maria Arnau.
La majoria d'aquests autors coincidiren — i s'influïren mútuament — als tallers que s'organitzaven en alguns pisos particulars. Aquestes trobades podien ser tant polítiques com d'entreteniment, i en moltes ocasions s'hi feren també representacions teatrals. Els joves que s'hi reunien, procedents de diversos estrats socials, tenien una forta consciència política i utilitzaven la literatura com a instrument per a criticar la cultura establerta, amb un tractament humorístic que incloïa la caricatura i la paròdia.

## Obres
Obra dramàtica
- El rovell de l'ou o el Pla de la Boqueria. (1869) En col·laboració de Frederic Soler. Música de Joan Sariols. Estrenada al Teatre Romea de Barcelona el 20 d'abril de 1869.
- La Rambla de les Flors. (1870) En col·laboració amb Frederic Soler. Música de Josep Teodor Vilar. Estrenada al Teatre Novedades de Barcelona el 21 de maig de 1870.
- Els fadrins externs. (1870) Comèdia de costums catalans en tres actes i en vers. Estrenada al teatre Romea de Barcelona, la nit del 4 de febrer de 1870.
- Cara i creu, comèdia en un acte i en vers, estrenada al teatre de Bon Retir de Barcelona, el 22 d'agost de 1877.
- El rabadà. (1878), estrenada al teatre Romea el 5 d'abril de 1878.
- El mestre de minyons (1878), estrenada al teatre Romea el 8 d'octubre de 1878.
- Cofis i Mofis. (1879), Comèdia en 3 actes i en vers, estrenada al teatre Romea l'1 d'abril 1879.
- La mà de l'anglès. (1879), Comèdia en 3 actes i en vers, en col·laboració de Frederic Soler i Joan Molas i Casas. Estrenada al Teatre Romea, el 8 de desembre de 1879.

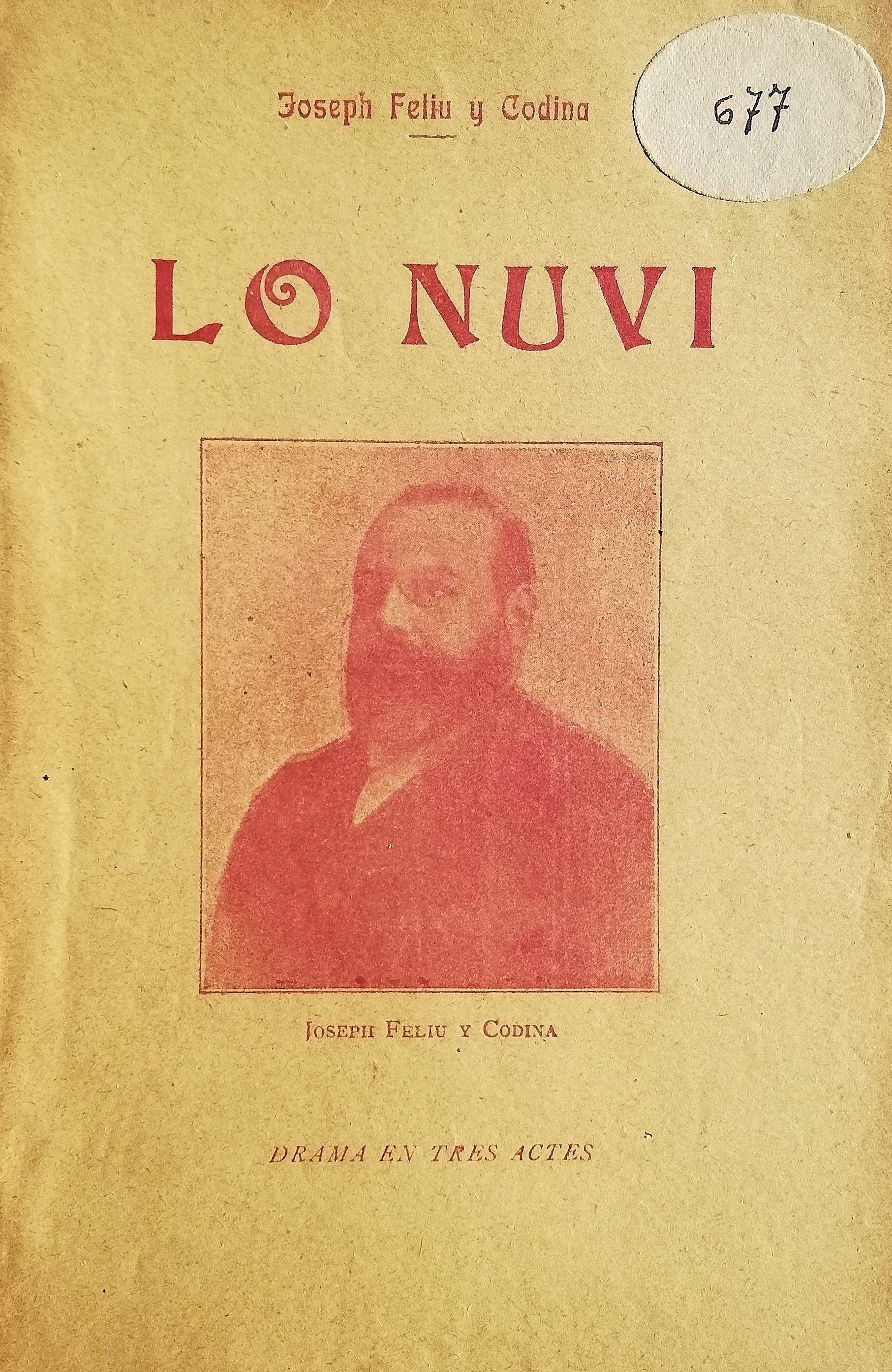
Lo Nuvi, drama en tres actes i en vers, ambientat a un poble del Montseny. L'obra es va estrenar al teatre Romea l'any 1898. Llibre publicat a Barcelona l'any 1912 per la col·lecció La Escena Catalana

- Lo Nuvi, drama en tres actes i en vers, ambientat a un poble del Montseny. L'obra es va estrenar al teatre Romea l'any 1898. Llibre publicat a Barcelona l'any 1912 per la col·lecció La Escena Catalana La volva d'or. (1880), Drama en tres actes i en vers, estrenat al teatre Romea el 10 d'octubre de 1880.
- A ca la sonàmbula (entremes en vers, 1881). Estrenada en el Teatro Català del Romea el 1881.
- Lo gra de mesch. Comèdia de quatre actes.
- Lo mas perdut (1881)[7]
- El barretinaire. (1882) Revista còmico-seriosa-lírico-ballable en 2 actes. Música de Francesc Pérez-Cabrero. Estrenada al Teatre Tívoli de Barcelona el dijous, 20 de juliol de 1882.
- La tuna. (1882) Sarsuela en tres actes i cinc quadres. Música de Nicolau Manent. Estrenada al Teatre Circ Barcelonès el dissabte 8 d'abril de 1882.[8]
- L'esparver. (1883), Sarsuela en tres actes. Música de Cosme Ribera. Estrenada al Teatre Circ Barcelonès. 1883
- El rústic "Bertoldo". Farsa grotesca en quatre actes i en vers, en col·laboració de Joan Molas i Casas i Frederic Soler, estrenada al teatre Romea el dia 2 de maig de 1886.
- Un pis a l'Eixample. (1886) Comèdia en un acte i en prosa, estrenada al teatre Romea, la nit del 21 d'octubre de 1886.
- Del Ou al sou. (1886) Joguina en un acte i en vers. Estrenada al teatre Romea, la nit del 30 de setembre del 1886.[9]
- María del Carmen (1896). Obra dramática.
- María del Carmen. (1898). Òpera amb música d'Enric Granados. Madrid, Teatre Parish. 12 de novembre de 1898

Prosa

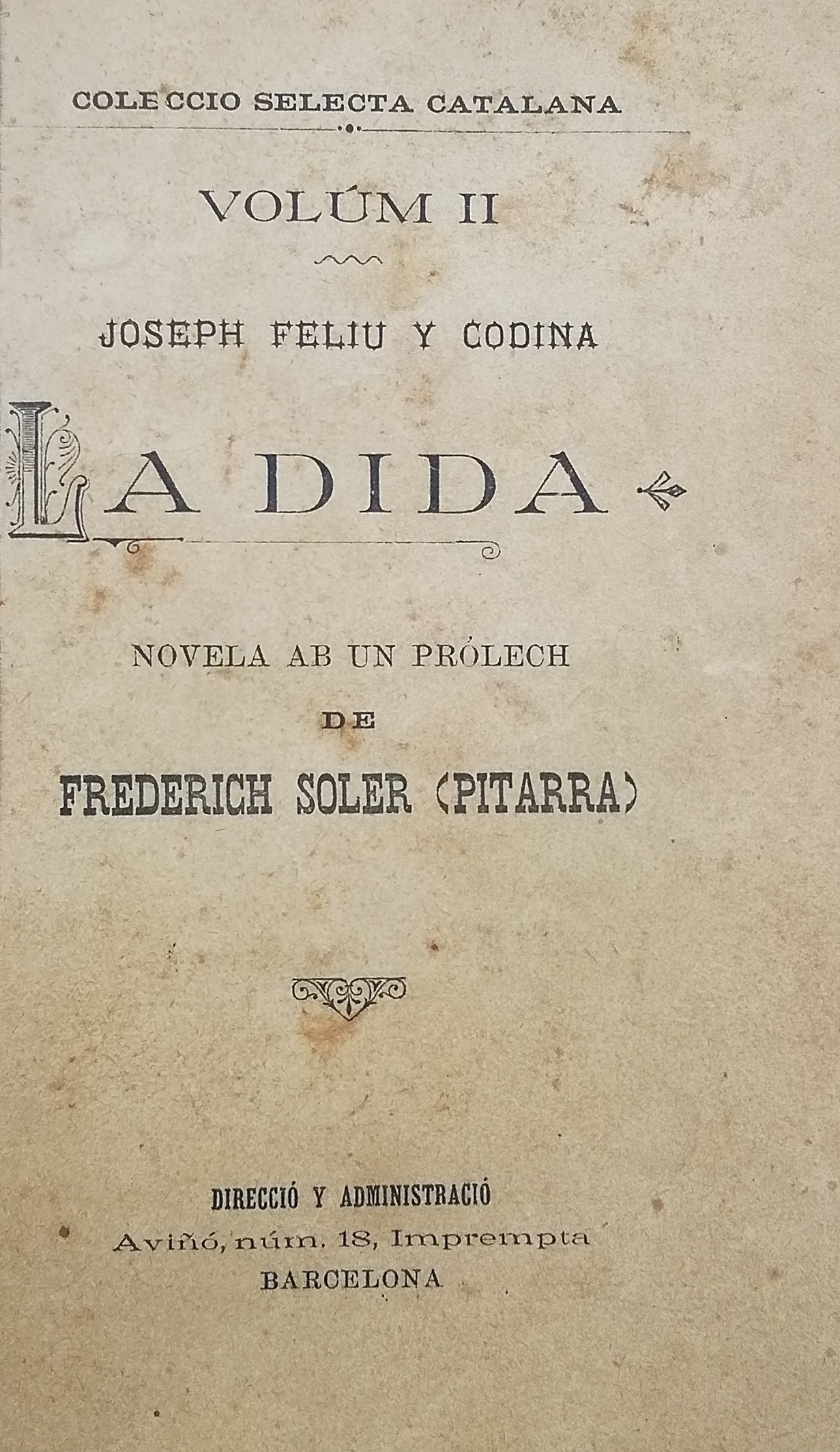
Novel·la La Dida de Josep Feliu i Codina amb pròleg de Frederic Soler (Pitarra)

- La Dida. novel·la, Biblioteca Catalana Il·lustrada de Joaquim Vinardell, 1875, 304 pàgines
- Lo Rector de Vallfogona. Biblioteca Catalana Il·lustrada de Joaquim Vinardell, 1876, 276 pàgines
- Lo Bruch. Barcelona, La Renaixensa, 1880, 219 pàgines